# Sportgemeinde Eintracht 1902 Bad Kreuznach 1975-1976
Questa voce raccoglie le informazioni riguardanti il Sportgemeinde Eintracht 1902 Bad Kreuznach nelle competizioni ufficiali della stagione 1975-1976.

## Stagione
Nella stagione 1975-1976 l'Eintracht Bad Kreuznach, allenato da Herbert Wenz e Erwin Türk, concluse il campionato di 2. Bundesliga al 19º posto.

## Rosa
| N. |                     | Ruolo | Calciatore          |
| -- | ------------------- | ----- | ------------------- |
|    | Germania (bandiera) | P     | Horst Kirsch        |
|    | Germania (bandiera) | P     | Norbert Paul        |
|    | Serbia (bandiera)   | P     | Milan Sredanović    |
|    | Germania (bandiera) | D     | Hans-Joachim Andree |
|    | Germania (bandiera) | D     | Günther Brust       |
|    | Germania (bandiera) | D     | Michael Fasel       |
|    | Germania (bandiera) | D     | Werner Glaß         |
|    | Germania (bandiera) | D     | Jens Holste         |
|    | Germania (bandiera) | D     | Heiner Hufsky       |
|    | Germania (bandiera) | D     | Rainer Kleinz       |
|    | Germania (bandiera) | D     | Max Reichenberger   |
|    | Germania (bandiera) | C     | Karl Alber          |

| N. |                        | Ruolo | Calciatore          |
| -- | ---------------------- | ----- | ------------------- |
|    | Germania (bandiera)    | C     | Horst Kolb          |
|    | Germania (bandiera)    | C     | Manfred May         |
|    | Germania (bandiera)    | C     | Hubert Neu          |
|    | Germania (bandiera)    | C     | Reinhold Scherpp    |
|    | Paesi Bassi (bandiera) | C     | Gerard Schoonewille |
|    | Germania (bandiera)    | C     | Erich Volz          |
|    | Germania (bandiera)    | A     | Ernst-Ludwig Karsch |
|    | Germania (bandiera)    | A     | Karl-Heinz Volp     |
|    | Germania (bandiera)    | A     | Jürgen Wilhelm      |
|    | Germania (bandiera)    | A     | Karl Wilhelm        |
|    | Germania (bandiera)    | A     | Hans-Peter Zacher   |

## Organigramma societario
Area tecnica
- Allenatore: Erwin Türk
- Allenatore in seconda:
- Preparatore dei portieri:
- Preparatori atletici:

## Calciomercato

### Sessione estiva
| Acquisti | Acquisti            | Acquisti              | Acquisti |
| R.       | Nome                | da                    | Modalità |
| -------- | ------------------- | --------------------- | -------- |
| D        | Hans-Joachim Andree | Eintracht Francoforte |          |
| D        | Günther Brust       | ASV Landau            |          |

| Cessioni | Cessioni | Cessioni      | Cessioni |
| R.       | Nome     | a             | Modalità |
| -------- | -------- | ------------- | -------- |
| D        | Helms    | Hassia Bingen |          |

### Sessione invernale
| Acquisti | Acquisti            | Acquisti      | Acquisti |
| R.       | Nome                | da            | Modalità |
| -------- | ------------------- | ------------- | -------- |
| C        | Hubert Neu          | Hassia Bingen |          |
| C        | Gerard Schoonewille | Monaco 1860   |          |

| Cessioni | Cessioni | Cessioni | Cessioni |
| R.       | Nome     | a        | Modalità |
| -------- | -------- | -------- | -------- |

## Risultati

### 2. Bundesliga

#### Girone di andata
| Arbitro: | Wilhelmi |

|                               |           |                    |
| Wilhelm 31’ (rig.) Holste 85’ | Marcatori | 17’ Ruhs 76’ Watzl |

| Arbitro: | Ulm |

|           |           |                               |
| Klein 56’ | Marcatori | 79’ Reichenberger 87’ Wilhelm |

| Arbitro: | Hontheim |

|         |           |                             |
| Volp 3’ | Marcatori | 20’ Schuberth 88’ Haunstein |

| Arbitro: | Schmoock |

|                                   |           |          |
| Walleitner 15’ Vöhringer 30’, 38’ | Marcatori | 62’ Volp |

| Arbitro: | Luca |

|                    |           |           |
| Volp 14’, 48’, 62’ | Marcatori | 17’ Klier |

| Arbitro: | Gaus |

|              |           |             |
| Sichmann 60’ | Marcatori | 30’ Wilhelm |

| Bad Kreuznach 13 settembre 1975 7ª giornata | Eintracht Bad Kreuznach | 0 – 0 referto | Fürth | Friedrich-Moebus-Stadion (4 000 spett.)\| Arbitro: \| Kalenborn \| |
| Arbitro:                                    | Kalenborn               |               |       |                                                                    |

| Arbitro: | Langhans |

|                            |           |                                        |
| Schroff 2’, 56’ Holoch 38’ | Marcatori | 60’ Volp 64’ (rig.) Wilhelm 75’ Andree |

| Arbitro: | Huster |

|                  |           |  |
| Wilhelm 17’, 53’ | Marcatori |  |

| Arbitro: | Schumann |

|                                      |           |  |
| Lenz 12’ Pankotsch 68’, 74’ Koch 69’ | Marcatori |  |

| Arbitro: | Leist |

|                                                          |           |                                                         |
| May 42’ Volp 44’, 58’, 85’ Wilhelm 51’ (rig.) Zacher 75’ | Marcatori | 52’ (rig.) Sebert 54’ Klausmann 81’ Jovanić 90’ Mießmer |

| Arbitro: | Klauser |

|                                                     |           |             |
| Weiss 23’ Westenberger 35’ Lindemann 40’ Künkel 44’ | Marcatori | 90’ Wilhelm |

| Arbitro: | Hontheim |

|             |           |             |
| Scherpp 39’ | Marcatori | 51’ Aumeier |

| Arbitro: | Hofmeister |

|                    |           |                                  |
| Eippert 78’ (rig.) | Marcatori | 1’ Zacher 8’ (rig.), 85’ Wilhelm |

| Arbitro: | Eichhorn |

|                     |           |  |
| Zapf 33’ Werner 72’ | Marcatori |  |

| Arbitro: | Huster |

|          |           |                              |
| Volp 15’ | Marcatori | 41’, 90’ Nüssing 74’ Walitza |

| Arbitro: | Walther |

|                                     |           |                    |
| Hitzfeld 35’, 59’, 75’ Ohlicher 65’ | Marcatori | 69’ (aut.) Coordes |

| Arbitro: | Schumann |

|  |           |                              |
|  | Marcatori | 23’ (aut.) Brust 88’ Schmidt |

| Arbitro: | Leist |

|                                                                |           |  |
| Seiler 25’, 82’ (rig.) Erhart 46’ Nielsen 48’ Beichle 58’, 65’ | Marcatori |  |

#### Girone di ritorno
| Arbitro: | Aldinger |

|               |           |            |
| Laube 7’, 63’ | Marcatori | 90’ Holste |

| Arbitro: | Kollmann |

|  |           |             |
|  | Marcatori | 57’ Metzler |

| Arbitro: | Scheffner |

|                             |           |  |
| Hartwig 28’, 37’ Keller 67’ | Marcatori |  |

| Arbitro: | Walesch |

|             |           |  |
| Wilhelm 37’ | Marcatori |  |

| Arbitro: | Engel |

|                                  |           |             |
| Ritz 8’ Köstler 15’ Scheller 69’ | Marcatori | 54’ Scherpp |

| Arbitro: | Kuhn |

|             |           |                              |
| Scherpp 60’ | Marcatori | 34’ Sichmann 75’ Heidenreich |

| Arbitro: | Scheffner |

|                                      |           |  |
| Hofmann 6’, 40’ Unger 24’ Hilkes 35’ | Marcatori |  |

| Arbitro: | Luca |

|  |           |              |
|  | Marcatori | 62’ Potschak |

| Arbitro: | Kalenborn |

|            |           |  |
| Schauß 35’ | Marcatori |  |

| Bad Kreuznach 6 aprile 1976 29ª giornata | Eintracht Bad Kreuznach | 0 – 0 referto | Homburg | Friedrich-Moebus-Stadion (1 200 spett.)\| Arbitro: \| Huster \| |
| Arbitro:                                 | Huster                  |               |         |                                                                 |

| Arbitro: | Langhans |

|                                          |           |  |
| Schneider 34’ Harm 38’ Sebert 41’ (rig.) | Marcatori |  |

| Arbitro: | Antz |

|         |           |                  |
| May 60’ | Marcatori | 34’, 69’ Drexler |

| Arbitro: | Eichhorn |

|                               |           |                     |
| Emmerich 55’ (rig.) Ammon 88’ | Marcatori | 20’ Holste 77’ Volp |

| Arbitro: | Kuhn |

|                                                                    |           |                    |
| Volp 16’, 79’ Zacher 38’ Wilhelm 42’ Wilhelm 60’ Reichenberger 71’ | Marcatori | 57’ (rig.) Eippert |

| Arbitro: | Schumann |

|            |           |                        |
| Holste 77’ | Marcatori | 19’ Werner 71’ Feulner |

| Arbitro: | Boos |

|                                                   |           |  |
| Pechtold 28’ Nüssing 32’ Lieberwirth 55’ Eder 64’ | Marcatori |  |

| Arbitro: | Biwersi |

|        |           |                       |
| May 7’ | Marcatori | 82’ Müller 87’ Weller |

| Arbitro: | Hontheim |

|                                  |           |  |
| Magath 18’ Traser 23’ Fazlić 65’ | Marcatori |  |

| Arbitro: | Hontheim |

|                                                          |           |                                              |
| Zacher 3’, 59’ (rig.) Wilhelm 9’, 76’ Volp 64’ Alber 83’ | Marcatori | 26’ (rig.) Gentes 79’ Kohlenbrenner 86’ Faul |

## Statistiche

### Statistiche di squadra
| Competizione  | Punti | In casa | In casa | In casa | In casa | In casa | In casa | In trasferta | In trasferta | In trasferta | In trasferta | In trasferta | In trasferta | Totale | Totale | Totale | Totale | Totale | Totale | DR  |
| Competizione  | Punti | G       | V       | N       | P       | Gf      | Gs      | G            | V            | N            | P            | Gf           | Gs           | G      | V      | N      | P      | Gf     | Gs     | DR  |
| ------------- | ----- | ------- | ------- | ------- | ------- | ------- | ------- | ------------ | ------------ | ------------ | ------------ | ------------ | ------------ | ------ | ------ | ------ | ------ | ------ | ------ | --- |
| 2. Bundesliga | 23    | 19      | 6       | 4       | 9       | 33      | 29      | 19           | 2            | 3            | 14           | 16           | 54           | 38     | 8      | 7      | 23     | 49     | 83     | -34 |
| Totale        | 23    | 19      | 6       | 4       | 9       | 33      | 29      | 19           | 2            | 3            | 14           | 16           | 54           | 38     | 8      | 7      | 23     | 49     | 83     | -34 |

### Andamento in campionato
| Giornata  | 1 | 2 | 3  | 4  | 5  | 6  | 7  | 8  | 9 | 10 | 11 | 12 | 13 | 14 | 15 | 16 | 17 | 18 | 19 | 20 | 21 | 22 | 23 | 24 | 25 | 26 | 27 | 28 | 29 | 30 | 31 | 32 | 33 | 34 | 35 | 36 | 37 | 38 |
| --------- | - | - | -- | -- | -- | -- | -- | -- | - | -- | -- | -- | -- | -- | -- | -- | -- | -- | -- | -- | -- | -- | -- | -- | -- | -- | -- | -- | -- | -- | -- | -- | -- | -- | -- | -- | -- | -- |
| Luogo     | C | T | C  | T  | C  | T  | C  | T  | C | T  | C  | T  | C  | T  | T  | C  | T  | C  | T  | T  | C  | T  | C  | T  | C  | T  | C  | T  | C  | T  | C  | T  | C  | C  | T  | C  | T  | C  |
| Risultato | N | V | P  | P  | V  | N  | N  | N  | V | P  | V  | P  | N  | V  | P  | P  | P  | P  | P  | P  | P  | P  | V  | P  | P  | P  | P  | P  | N  | P  | P  | N  | V  | P  | P  | P  | P  | V  |
| Posizione | 8 | 8 | 10 | 13 | 10 | 13 | 12 | 12 | 9 | 12 | 11 | 13 | 12 | 9  | 9  | 11 | 14 | 14 | 15 | 17 | 17 | 17 | 17 | 18 | 19 | 19 | 19 | 19 | 19 | 19 | 19 | 19 | 19 | 19 | 19 | 19 | 19 | 19 |

Legenda:

Luogo: C = Casa; T = Trasferta. Risultato: V = Vittoria; N = Pareggio; P = Sconfitta.

### Statistiche dei giocatori
| K. Alber         | 32 | 1  | 6 | 0 |
| H. Andree        | 31 | 1  | 2 | 0 |
| G. Brust         | 32 | 0  | 0 | 0 |
| M. Fasel         | 12 | 0  | 0 | 0 |
| W. Glaß          | 14 | 0  | 0 | 0 |
| J. Holste        | 30 | 4  | 3 | 1 |
| H. Hufsky        | 35 | 0  | 4 | 0 |
| E. Karsch        | 9  | 0  | 1 | 0 |
| H. Kirsch        | 13 | 0  | 0 | 0 |
| R. Kleinz        | 4  | 0  | 0 | 0 |
| H. Kolb          | 14 | 0  | 0 | 0 |
| M. May           | 28 | 3  | 0 | 0 |
| H. Neu           | 0  | 0  | 0 | 0 |
| N. Paul          | 27 | 0  | 0 | 0 |
| M. Reichenberger | 23 | 2  | 0 | 0 |
| R. Scherpp       | 24 | 3  | 5 | 0 |
| G. Schoonewille  | 8  | 0  | 0 | 0 |
| M. Sredanović    | 0  | 0  | 0 | 0 |
| K. Volp          | 37 | 14 | 4 | 0 |
| E. Volz          | 6  | 0  | 0 | 0 |
| J. Wilhelm       | 33 | 14 | 5 | 0 |
| K. Wilhelm       | 24 | 1  | 5 | 0 |
| H. Zacher        | 36 | 5  | 5 | 0 |